# Théorème des syzygies de Hilbert
Le théorème des syzygies est un important résultat mathématiques sur la théorie des anneaux, plus spécifiquement des anneaux de polynômes. Il joue également un rôle historique considérable, en ce qu'il a motivé et orienté le développement de la géométrie algébrique au début du XXe siècle. Il est dû au mathématicien allemand David Hilbert qui l'a démontré en 1890, posant avec le théorème de la base et le théorème des zéros les fondements de l'étude moderne des anneaux de polynômes. Le terme de syzygie, d'origine astronomique, est utilisé par Hilbert pour désigner des « relations entre relations » entre les générateurs d'idéaux. On peut considérer aujourd'hui que ce résultat fut le premier pas vers l'algèbre homologique moderne.

## Histoire et premier énoncé
Le théorème est prouvé en 1890 dans un long article de Hilbert, où il prouve également le théorème de la base et une version partielle de ce qui deviendra le théorème de Hilbert-Burch (en) avec les travaux de Lindsay Burch en 1968. La version de Hilbert du théorème des syzygies portait sur le cas particulier d'un anneau de polynômes à coefficients complexes : soit {\displaystyle A} un tel anneau, et soit {\displaystyle M} un {\displaystyle A}-module gradué de type fini ayant pour générateurs {\displaystyle x_{1},\dotsc ,x_{n}}. Alors l'ensemble des {\displaystyle a_{i}\in A} tels que {\displaystyle a_{1}x_{1}+\cdots +a_{n}x_{n}=0} possède naturellement une structure de {\displaystyle A}-module, on le note {\displaystyle S(M)} et on l'appelle le module de syzygies de {\displaystyle M}. L'idée de Hilbert est de répéter ce processus : le {\displaystyle i}-ème module de syzygies est obtenu en répétant {\displaystyle i} fois cette constructions, partant de {\displaystyle S_{0}(M)=M}. Il observe alors que pour une valeur de {\displaystyle k} assez grande, au plus {\displaystyle k=n}, {\displaystyle S_{k}(M)} est un module libre ! Autrement dit, on obtient une résolution libre (en) de {\displaystyle M}. Puisque les modules libres sont particulièrement faciles à manier, et qu'une résolution libre est une suite exacte, de nombreuses propriétés importantes peuvent être calculées grâce à cette résolution libre.
La principale motivation de Hilbert était de montrer que la fonction génératrice qui compte le nombre d'invariants de chaque degré est une fonction rationnelle. Il illustre la technique sur une famille simple de résolutions libres (on parle aujourd'hui du complexe de Koszul (en)),, :
{\displaystyle {\begin{aligned}\mathbf {K} (x_{0}):{}&0\xrightarrow {\quad } A\xrightarrow {~~{\begin{pmatrix}x_{0}\end{pmatrix}}~~} A\\\mathbf {K} (x_{0},x_{1}):{}&0\xrightarrow {\quad } A\xrightarrow {\begin{pmatrix}x_{1}\\-x_{0}\end{pmatrix}} A^{2}\xrightarrow {\qquad {\begin{pmatrix}x_{0}&x_{1}\end{pmatrix}}\qquad } A\\\mathbf {K} (x_{0},x_{1},x_{2}):{}&0\xrightarrow {\quad } A\xrightarrow {\begin{pmatrix}x_{0}\\x_{1}\\x_{2}\end{pmatrix}} A^{3}\xrightarrow {\begin{pmatrix}0&x_{2}&-x_{1}\\-x_{2}&0&x_{0}\\x_{1}&-x_{0}&0\end{pmatrix}} A^{3}\xrightarrow {\begin{pmatrix}x_{0}&x_{1}&x_{2}\end{pmatrix}} A\end{aligned}}}
Le théorème a depuis été approfondi et simplifié, entre autres par la preuve par Quillen et Suslin en 1976 de la conjecture de Serre, qui relie les modules libres aux modules projectifs,. Au cours du développement de l'algèbre homologique dans les années 1950, le théorème des syzygies a appelé de nouvelles questions, tant sur la taille des résolutions ainsi garanties que sur la meilleure manière d'extraire d'une résolution libre des informations utiles sur le module d'intérêt. Se pose également le problème de calculer effectivement et efficacement des syzygies. Le premier résultat en ce sens est dû à Grete Hermann, qui a fourni en 1926 une borne théorique sur la complexité nécessaire ; en pratique, le calcul de bases de Gröbner est généralement suffisant.

## Énoncé moderne
Tout module de type fini (pas nécessairement gradué) sur un anneau régulier possède une résolution projective (pas nécessairement libre).
On peut également reformuler le résultat en termes d'algèbre homologique, en énonçant que la dimension globale de {\displaystyle k[x_{1},\dotsc ,x_{n}]} est {\displaystyle n}.

## Exemples
- Soit {\displaystyle A} un corps, alors le théorème des syzygies équivaut au théorème de la base incomplète, selon lequel tout espace vectoriel possède une base. Cet exemple important permet d'illustrer ce que montre, en toute généralité, le théorème.
- Soit {\displaystyle A=k[x]} avec {\displaystyle k} un corps, alors le théorème des syzygies équivaut au théorème que dans un anneau principal, tout sous-module d'un module libre est lui-même libre.
- Soit {\displaystyle A=k[x,y,z]} avec {\displaystyle k=\mathbb {C} }. Alors {\displaystyle N=(xy,xz)} possède une résolution libre {\displaystyle 0{\xrightarrow {\qquad }}A{\xrightarrow {\begin{pmatrix}z\\-y\end{pmatrix}}}A^{2}{\xrightarrow {\begin{pmatrix}xy&xz\end{pmatrix}}}N{\xrightarrow {\qquad }}0}La matrice de droite contient les relations entre générateurs de {\displaystyle N}, la matrice de gauche contient les relations entre relations.